# 마르틴 조머
발터 게르하르트 마르틴 조머(독일어: Walter Gerhard Martin Sommer, 1915년 2월 8일 ~ 1988년 6월 7일는 SS 최고분대지도자와 다하우와 부헨발트 강제수용소의 경비병으로 복무한 군인이다. "부헨발트의 행맨"으로 알려진 조머는 오스트리아의 사제 오토 노이루르와 마티아스 스판랑에게 거꾸로 십자가에 못박히도록 명령한 타락한 가학자로 여겨졌다.